# Ukwiały
Ukwiały (Actiniaria) – rząd bezszkieletowych, osiadłych lub półosiadłych koralowców sześciopromiennych (Hexacorallia) żyjących pojedynczo, często intensywnie ubarwionych, z wyraźnymi deseniami. Zwierzęta te często żyją w symbiozie z innymi organizmami. Do najbardziej znanych ukwiałów zalicza się: Aiptasia diaphana, Actinia equina  (ukwiał koński) oraz ukwiały symbiotyczne Stoichactis, Radianthus. Niektóre gatunki są hodowane w akwariach morskich.

## Ekologia i morfologia
Ukwiały są zwierzętami osiadłymi. Wszystkie żyją pojedynczo, najczęściej przytwierdzone podeszwą (tarczą czepną) do podłoża, zazwyczaj mogą się na niej przesuwać. Wyjątki są wtórnie pelagiczne. Są rozpowszechnione w niemal wszystkich, głównie ciepłych morzach świata, na różnych głębokościach. Posiadają duże zdolności adaptacji do środowiska – niektóre gatunki znoszą wody o niższym zasoleniu – występują w estuariach.
Ich cylindryczne ciało osiąga zwykle kilka milimetrów, ale w niektórych przypadkach może osiągać do 1,5 m średnicy. Żywe ubarwienie zawdzięczają barwnikom karotenowym.

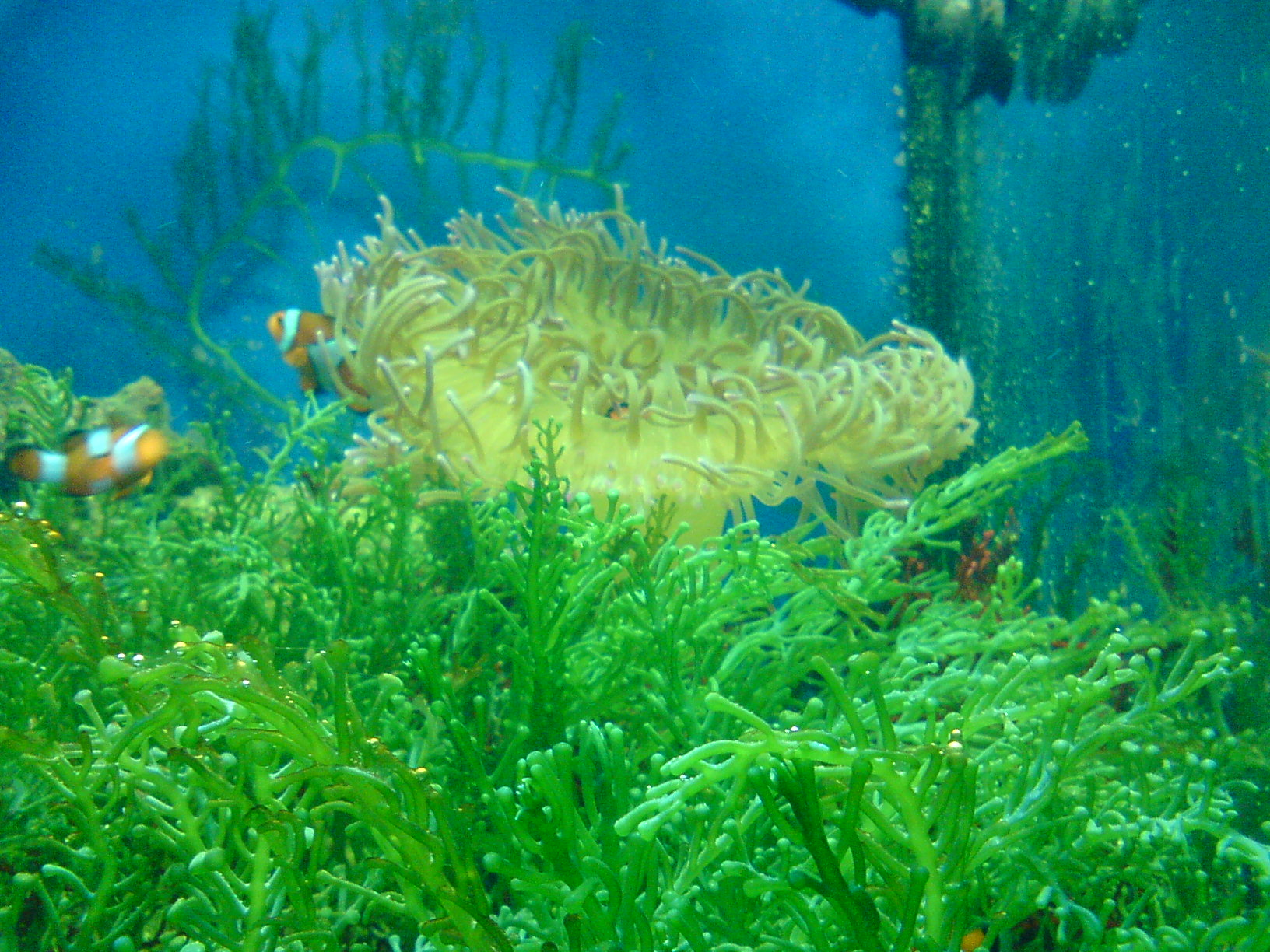
Ukwiał w akwarium

Czułki, zwykle pojedyncze, wyjątkowo rozgałęzione, mogą występować w formie wieńca na krawędzi szczelinowatego otworu gębowego lub – jeśli są liczne – w zróżnicowanych funkcjonalnie okółkach pokrywających całą, płaską tarczę oralną.
Ukwiały nie wytwarzają szkieletu wewnętrznego. Układ nerwowy złożony jest z sieci zewnętrznej i wewnętrznej, ze szczególnym unerwieniem czułków i płytki gębowej. Mają dobrze rozwinięte umięśnienie. Liczne i różnorodne komórki parzydełkowe (haplonemy, heteronemy i spirocysty) są wykorzystywane do obrony i polowania. Ukwiały są drapieżnikami – obezwładniają ofiarę parzydełkami i wciągają czułkami do otworu gębowego lub ruchami rzęsek napędzają do niego plankton.

## Rozmnażanie
Rozmnażają się płciowo lub bezpłciowo. W większości są rozdzielnopłciowe lub dwupłciowe. Partenogeneza występuje rzadko – tak rozmnaża się np. ukwiał koński (Actinia equina). Rozmnażanie płciowe z zapłodnieniem zewnętrznym lub wewnętrznym. Jak u wszystkich koralowców, również u ukwiałów nie występuje stadium meduzy. W rozwoju występuje kilka stadiów larwalnych: planula, larwa typu edwardsia i halcampula. Rozmnażanie bezpłciowe poprzez podział podłużny, podział poprzeczny, lacerację (te posiadają znaczne zdolności regeneracyjne) lub wyjątkowo przez pączkowanie. Niektóre gatunki opiekują się potomstwem – ich młode przez pewien czas przebywają na ciele matki.

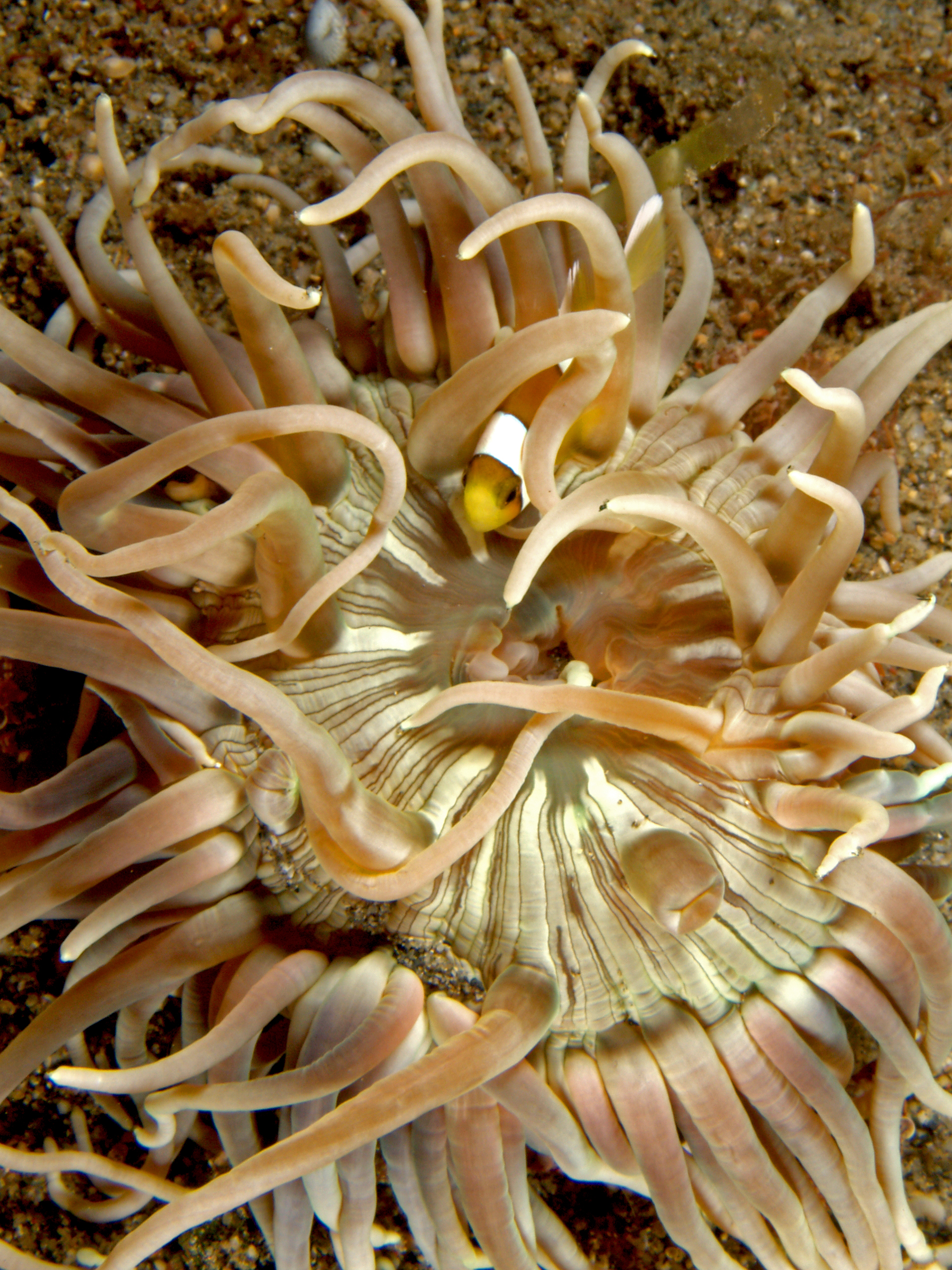
Amfiprion okoniowy ukryty wśród czułków ukwiała Dofleinia armata

## Symbioza
Do organizmów żyjących w symbiozie z ukwiałami należą zooksantelle, pustelniki (Paguroidea) oraz ryby (np. z rodzaju Amphiprion).

## Klasyfikacja
Do ukwiałów zaliczono ponad 1400 gatunków, z których, w wyniku rewizji taksonomicznej, około 1100 uznano za formalnie poprawnie opisane. Klasyfikowane są w 46 rodzinach grupowanych w podrzędach:
- Endocoelantheae,
- Nyantheae,
- Protantheae,
- Ptychodacteae.